# Blue Skies (Irving Berlin)
Blue Skies è una canzone del 1926 scritta da Irving Berlin.
Fu composta per un musical teatrale, Betsy, che fu rappresentato solo 39 volte; ciononostante, il brano ebbe un grande successo. Fu richiesto come bis per ben 24 volte alla prima del dramma.
È stata reinterpretata da moltissimi artisti, fra cui Frank Sinatra, Doris Day e Lana Del Rey. 
Nel 1927 fu fra le prime canzoni incise in un film, quello che è considerato il primo film parlato, Il Cantante di Jazz; è proprio nella sequenza in cui è presente l'unico dialogo in sonoro (oltre ai brani musicali) del film, che è incastonato tra due versioni diverse della canzone cantate dal protagonista (interpretato da Al Jolson) alla madre.